# Francesco Antonio Astore

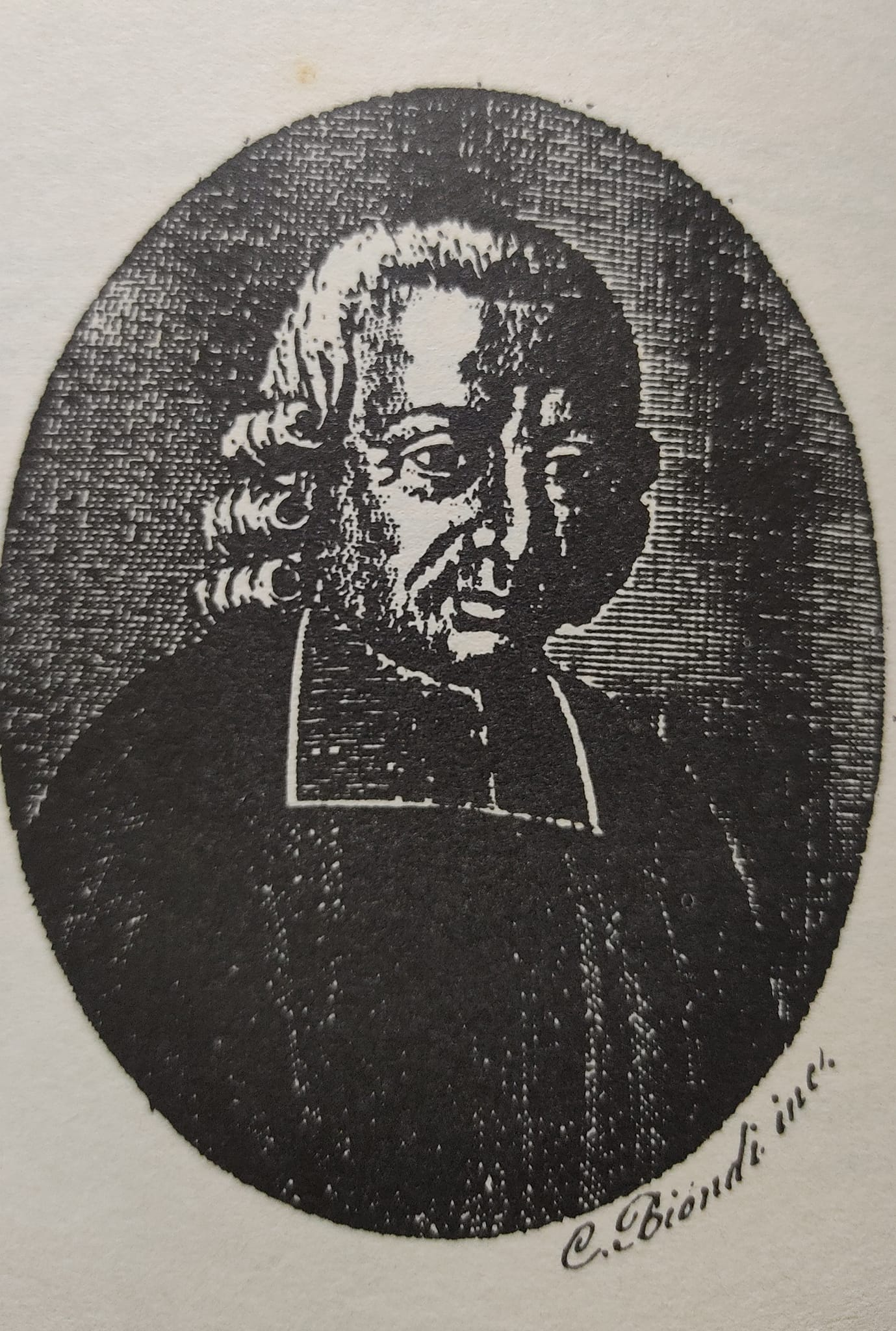
Francesco Antonio Astore

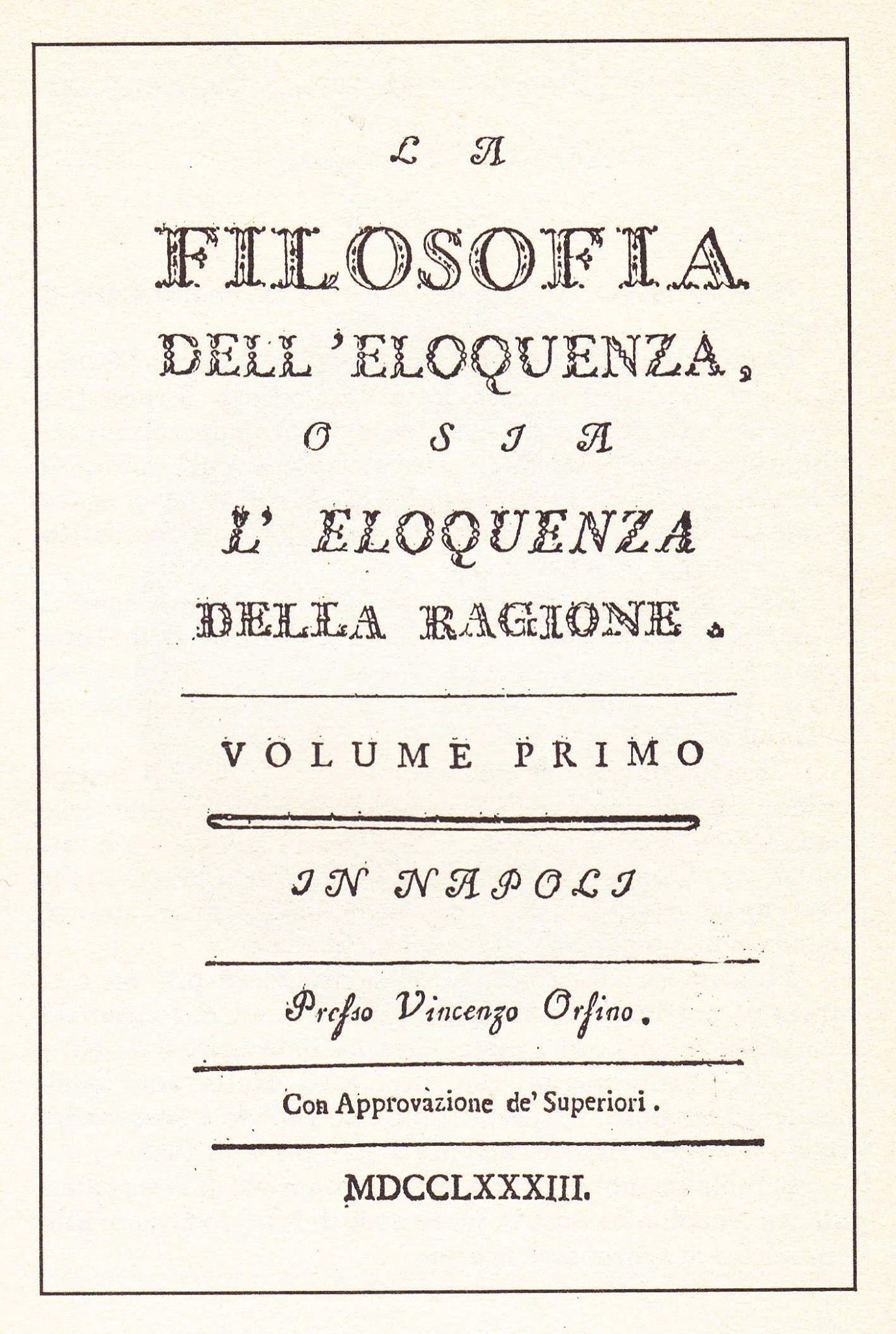
Frontespizio del Volume Filosofia dell'Eloquenza o sia l'Eloquenza della Ragione

Francesco Antonio Astore (Casarano, 28 agosto 1742 – Napoli, 30 settembre 1799) è stato un letterato e filosofo italiano.

## Biografia
Francesco Antonio nacque a Casarano il 28 agosto 1742 dal Dottore Andrea e da Domenica Cezzi di Maglie. Fece i primi studi presso il sacerdote Don Giuseppe Metafune e, nel 1754 in casa del dotto Arciprete di Strudà, Don Pasquale Perrone. Lì rimase soltanto un anno per incompatibilità col clima ed altri disagi. Da Strudà passò nel seminario di Nardò e, nel 1757, in quello di Lecce dove ebbe per maestro il noto sacerdote Don Giovanni Cocchiara. Vi studiò letteratura, retorica, geografia e lingua greca. 
Nel 1760 si trasferì a Napoli e iniziò a seguire i corsi di Cirillo, Cavallaro, di Padre Della Torre e del grande Antonio Genovesi. Di quest'ultimo fu assiduo frequentatore e con lui si laureò in giurisprudenza nell'ottobre 1763. Divenuto avvocato, a parte qualche sporadica comparsa, l'Astore preferì tenersi lontano dai tribunali ed immergersi negli studi. Glielo consentiva il notevole asse patrimoniale valutato intorno ai 40 mila ducati. I legami con Casarano furono di carattere patrimoniale ma anche culturale in quanto iniziò a carteggiare con i concittadini Giambattista Lezzi, Giacinto D'Elia e con altri conterranei quali Domenico Briganti e i prelati Annibale de Leo e Alessandro Maria Calefati, vescovi rispettivamente di Brindisi e di Oria. 
Dopo alcuni scritti in versi, i suoi studi letterali maturarono nella sua opera più famosa, La filosofia dell'eloquenza o sia l'eloquenza della ragione (Napoli 1783, 2 voll.), notevole non solo per la larga conoscenza della letteratura antica e moderna, ma anche come uno dei libri italiani del tempo in cui si manifesta meglio la ribellione contro la retorica, la pedanteria e la vana erudizione delle scuole, e viene difeso lo scrivere semplice e caldo secondo ragione e passione. L'autore vi cita spesso il Vico, ma, sostanzialmente, si riattacca al pensiero inglese e francese di Henry Home, del Du Marsais e di altri che non uscivano, in definitiva, dall'intellettualismo del secolo XVIII. Nel 1791 pubblicò il primo di cinque volumi d'una Guida scientifica nell'indirizzo baconiano, e nel 1794 sette Dialoghi sul Vesuvio. 
Inaspettatamente, nel 1799, aderì alla effimera Repubblica Napoletana e diede alle stampe, dedicandolo a Mario Pagano, un Catechismo repubblicano in dialoghi e una traduzione dei Diritti e doveri dei cittadini del Mably, aggiungendovi sue note originali, di cui sono interlocutori il Genovesi, il Filangieri, il Mably, il Montesquieu, il Rousseau e Clemente Filomarino. La reazione borbonica lo fece arrestare, giustiziandolo insieme ad altri il 30 settembre 1799.